# Manuel Monroy Chazarreta
Manuel Monroy Chazarreta (18 de septiembre de 1961, La Paz), conocido también como El Papirri, es un cantautor y guitarrista boliviano. También ha desempeñado cargos políticos, como agregado cultural, embajador de Bolivia y consejero de la Fundación Cultural del Banco Central de Bolivia durante el mandato del Movimiento al Socialismo.
Inició su carrera artística a los siete años de edad. Es nieto de Andrés Chazarreta e hijo de la guitarrista argentina Ana Chazarreta, quien lo inició en la interpretación de la guitarra,y del político boliviano Germán Monroy Block.
Ha sido calificado como uno de los artistas más destacados de Latinoamérica y ha realizado una serie de giras en su país y alrededor del mundo.[cita requerida]

## Discografía
- Helado Propicio
- El Papirri en vivo
- El papirri en full guitarra
- Cara conocida
- Antojolía
- Que tal metal
- Bien le cascaremos
- Cuentacantos
- Hasta ahurita

## Acusación por estupro
En alasitas del año 2025, Monroy Chazarreta fue acusado de estupro por la artista paceña Cristina Wayar Soux, quien contó que cuando ella tenía 15 años y el cantante 40, este entabló una relación con ella.Según la artista, su padre llegó a denunciar a Monroy Chazarreta, pero las denuncias no fueron atendidas, ya que en ese entonces el primo del acusado, Ramón Rocha Monroy, era viceministro de Culturas.El artista respondió a estas acusaciones confirmando que había entablado una relación con la menor, pero que no sabía su edad y que él no era el primer hombre mayor con el que ella salía.Lejos de calmar las aguas, estas denuncias generaron polémica y más personas se unieron a las denuncias, destapando además que varios profesores del Conservatorio Plurinacional de Música habían entablado relaciones sentimentales con sus estudiantes menores de edad.Igualmente, la Fundación Cultural del Banco Central de Bolivia lo destituyó de su cargo.